# دختری به نام نل
دختری به نام نل با نام اصلی نل، دختر سرگردان (به انگلیسی:Wandering Girl Nell) / (به ژاپنی: さすらいの少女ネル) (Sasura no Shôjo Neru) یک مجموعه انیمه ۲۶ قسمتی ژاپنی است که توسط Dax International و بر اساس رمان مغازه عتیقه‌فروشی یا (فروشگاه قدیمی شگفت‌انگیز) (به انگلیسی ""antique «(The Old Curiosity Shop)») که توسط چارلز دیکنز نوشته شده ساخته شده‌است. پخش آن از ۲۵ اکتبر ۱۹۷۹ در ژاپن آغاز شده و در ۱ مه ۱۹۸۰ پایان یافته‌است. این انیمیشن در ایران از شبکه دوم سیما نمایش داده شد.

## داستان
لندن اوایل قرن ۱۹، آقای ترنت در مغازه عتیقه‌فروشی خود مشغول به کار بود. نوه او دختری به نام نل نیز به او در کارها کمک می‌کرد و باهم زندگی می‌کردند. مرد پولدار و طمعکاری به نام کیلپ که به قصد مالک‌شدن تمام‌ مغازه‌های لندن‌ از هر حُقه و کلکی استفاده می‌کرد، مبلغ زیادی را به ترنت قرض می دهد ‌و بنا شده بود در صورت عدم پرداخت در مهلت مقرر، ترنت سند مغازه را به نام کیلپ امضا کند. ترنت تصمیم می‌گیرد همراه ‌نوه‌اش از لندن فرار کند‌ تا زمانی‌که بتواند بدهی خود را تسویه کند. نل پیشنهاد می‌کند نزد مادر گمشده‌اش به «پارادایز» بروند. آنها تنها چیزهایی که با خود برداشتند یک جعبه موزیکال جواهر بود که از مادر نل به یادگار مانده و تیلو، گربه سیاه و کوچک نل. کیلپ و وکیل او براس و دار و دسته‌اش نیز در تعقیب آنها راهی این سفر می‌شوند. پسری به نام کیت که در مغازه ترنت شاگردی می‌کرد نیز وقتی از نیرنگ کیلپ باخبر می‌شود، برای کمک به نل و آقای ترنت در جستجوی آنها راهی سفر می‌شود و در این میان با مرد مرموزی با ظاهری شبیه یک پیرمرد آشنا می‌شود که به او در این جستجو کمک می‌کند...

## صداپیشگان نسخهٔ دوبله به فارسی
صداپیشگان نسخهٔ دوبله‌شدهٔ فارسی، هنرمندان زیر بودند:
- مدیر دوبلاژ: امیرهوشنگ قطعه‌ای
- نل: ناهید امیریان شمس‌آبادی
- ترنت (پدربزرگ): حسین معمارزاده
- کیت (دوست‌پسر نل): مهوش افشاری
- کیلپ (سردستهٔ تعقیب‌کننده‌ها): ناصر احمدی
- براس (وکیل کیلپ): تورج نصر
- جَن (سورچی کالسکه‌ی کیلپ و افرادش): جواد پزشکیان
- پان (دوست جَن، جزء افراد کیلپ): احمد مندوب هاشمی
- مرد ناشناس (برادر نل): مهدی آرین‌نژاد